# Can Fontanals (Cabrera de Mar)
Can Fontanals és un mas al terme de Cabrera de Mar (Maresme). Aquesta masia havia pertangut a la família Dalmases. El propietari actual és el senyor Esteve Vinyals. Masia de tres cossos perpendiculars a la façana, a més d'un altre cos a la part superior, travesser, destinat a celler. Aprofitament del cos central més elevat destinat a graner, amb la teulada amb el vessant dirigit cap a les dues façanes. A la façana hi ha un portal rodó dovellat i un matacà a la part superior del cos central. A ambdós costats de les portes hi ha pedrissos.